# Srediște, Silistra
Srediște (în bulgară Средище, în română Beibunar) este un sat în comuna Kainardja, regiunea Silistra, Dobrogea de Sud, Bulgaria. 
Între anii 1913-1940 a făcut parte din plasa Curtbunar a județului Durostor, România.

## Demografie
Componența etnică a satului Srediște
     Turci (22,33%)
     Bulgari (20,29%)
     Romi (49,56%)
     Nicio identificare (6,35%)
     Altele (1,45%)
La recensământul din 2011, populația satului Srediște era de 1.370 locuitori. Nu există o etnie majoritară, locuitorii fiind romi (49,56%), turci (22,33%) și bulgari (20,29%). Pentru 6,35% din locuitori nu este cunoscută apartenența etnică.